# Esporte Clube Juventude
Esporte Clube Juventude é um clube de futebol brasileiro da cidade de Caxias do Sul, localizada no Rio Grande do Sul. Fundado em 29 de junho de 1913, é o mais antigo clube de Caxias do Sul ainda em atividade, conquistando a devoção de uma grande torcida. Nasceu vinculado ao clube social Recreio da Juventude, do qual se desligou em 1915. A partir de um início precário, sem campo fixo e sempre em dificuldades financeiras, na década de 1920, quando já havia vários outros clubes atuantes na cidade, já sinalizava sua primazia vencendo praticamente todos os campeonatos citadinos, e até 1940 só perderia este título duas vezes, mas tinha um grande rival no Juvenil, posição depois assumida pelo Flamengo. Ainda na década de 1920 adquiriu um campo próprio, mas só na década de 1940 construiu a estrutura de um estádio, ainda muito modesto e todo de madeira: a Quinta dos Pinheiros, reformada e rebatizada em 1954 como Estádio Alfredo Jaconi, homenageando um dos seus maiores dirigentes até então.
Em meados da década de 1950 começou a firmar sua posição como um dos principais clubes do estado, entrando na Divisão de Honra da Federação Gaúcha de Futebol e sendo vice-campeão em 1965. Depois de uma grande crise no início da década de 1970, quando fundiu-se por pouco tempo ao Flamengo, retomou sua identidade, inaugurou uma bem aparelhada sede campestre, reconstruiu em concreto seu estádio ampliando sua capacidade para mais de 30 mil torcedores (depois reduzida para 19.900), e conquistou em 1975 o importante título de campeão da Copa Governador do Estado do Rio Grande do Sul, vitória repetida em 1976.
Foi o primeiro clube gaúcho a excursionar pelo Oriente, voltando invicto, e o primeiro e único clube do interior do estado e um dos cincos sulistas a conquistar a Copa do Brasil, em 1999. Também obteve o título do Brasileirão Série B de 1994. Já pelo campeonato estadual foi coroado com o título invicto do Campeonato Gaúcho de 1998, e foi o primeiro e único clube a conquistar um Tetracampeonato do Interior Gaúcho consecutivo (1993-1996), tendo, até 2019, 15 títulos neste campeonato, superando todos os outros clubes do interior. Foi, ainda, o primeiro e único clube do interior do Rio Grande do Sul a disputar a Copa Libertadores da América, em 2000, e a Copa Sul-Americana, em 2005, bem como único do interior gaúcho que nunca foi rebaixado à Segunda Divisão Gaúcha.
Seu principal rival é o Caxias, antigamente nomeado Flamengo, no clássico conhecido como Ca-Ju. Além do rival citadino, mantém grande rivalidade com os principais clubes da capital Porto Alegre: o Internacional e o Grêmio. Suas cores oficiais, presentes no escudo e bandeira do clube, são o verde e branco. Um dos maiores ídolos recentes da história do clube é Lauro Ferreira da Silva, conhecido também como Laurinho Guerreiro. Atualmente disputa o Campeonato Brasileiro, devido à promoção como vice-campeão da Série B do Campeonato Brasileiro de 2023, após apenas um ano relegado.

## História

### 1913–1920: o início
O Juventude nasceu em função de uma dissidência interna ocorrida no Clube Juvenil entre os membros casados e os solteiros, que se sentiam discriminados. Disso resultou a fundação de um clube rival, o Recreio da Juventude, em 28 de dezembro de 1912, que inicialmente só admitiu solteiros. Desde o início muitos dos associados do Juventude, por influência do amador inglês John Tibbitz, pensavam em criar um clube futebolístico, que se concretizou como o E. C. Juventude, fundado no dia 29 de junho de 1913 com o nome de Sport Club Foot Ball Juventude, que permaneceria até 1915 vinculado ao Recreio. Segundo o relato de Francisco Michielin, a fundação movimentou a cidade:
"O domingo desponta exuberante e reluzente, um dia para entrar no cofre da história. [...] Desde bem cedinho, pela manhã, as moças ornamentavam as sacadas e as janelas com colchas e toalhas coloridas de verde e branco, como se fosse passar a procissão do Divino. Foguetes espoucaram durante todo aquele dia, em diferentes locais. O assunto era um só: a criação do primeiro clube de futebol de Caxias do Sul: o Esporte Clube Juventude.Ver nota  No próprio sermão da missa das oito, o jovem padre João Meneguzzi arranjou um jeitinho para intrometer-se no assunto. Predicou para que o clube fosse forte e pujante pelo correr dos tempos. Que nada o fizesse soçobrar! Terminou abençoando a todos os juventudistas, assim na terra como no céu".

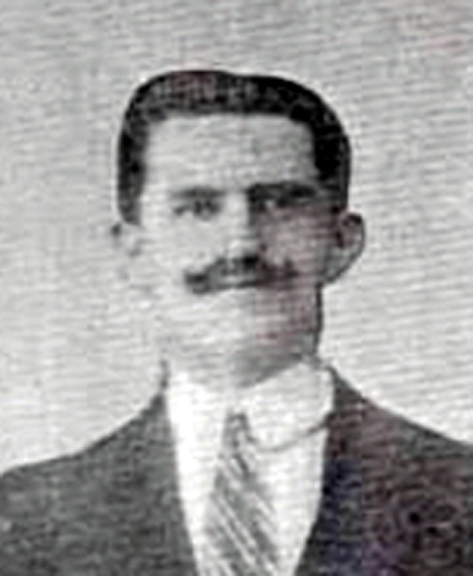
Antonio Chiaradia Neto, o primeiro presidente do clube.

Contudo, a ata oficial referente à fundação só foi escrita no dia 10 de julho, onde consta a assinatura de 35 membros-fundadores. Eram eles: Antônio Chiaradia Neto, Clarimundo Lucena, John Tibbitz (o "Inglês"), Astrogildo Rodrigues, Carlos Leonardelli, João Sambaquy, Carlos Zacchera, Bruno Sperandio, José Carletti, Guido Chitolina, Zulmir Fabbris, João Costamilan, Honorino Sartori, Raimundo Buratto, Avelino Lucena, Attilio Pieruccini, Ferdinando Jaconi, Victório Sanvitto, Francisco Spinatto, Victório Pieruccini, Álvaro Gomes de Mello, Arthur de Lavra Pinto, Reinaldo Rubenich, Ademar dos Reis, Osvaldo Artico (o "Mirim"), Francisco Grossi, Hugo Serafini, Luiz Debisi, Celeste Guelfi, Octávio Reis, Luiz Pieruccini, Dante Marcucci, Antônio Piccoli, Donato Rossi e José Grossi. A primeira Diretoria foi composta por Antônio Chiaradia Neto, presidente, Raimundo Buratto, vice-presidente, Álvaro Gomes de Melo, 1º secretário, Astrogildo Gomes, 2º secretário, Honorino Sartori, tesoureiro, João Sambaquy, juiz geral, John Tibbitz, 1º capitão, João Costamilan, 2º capitão, e Bruno Sperandio, guarda-esportes. A primeira ata também especificou as primeiras atribuições da Diretoria: providenciar a confecção dos uniformes, e fixar o valor da mensalidade dos sócios, definida em mil réis, um valor relativamente elevado, quase o mesmo que pagavam os sócios da Associação dos Comerciantes.
Pouco depois os jogadores foram divididos em dois times, o principal foi composto por Guido Chitolina, Honorino Sartori, John Tibbitz, João Costamilan, Enor Reis, Zachera, Raimundo Buratto, Nico, Otávio Reis e Ademar Reis, e o time de aspirantes por Luiz Debisi, Carlos Leonardelli, Osvaldo Artico, Astrogildo Rodrigues, Pieruccini, Zulmir Fabbris, Álvaro Gomes de Melo, Avelino Trento e Reinaldo Grossi. Michielin narra a primeira partida:

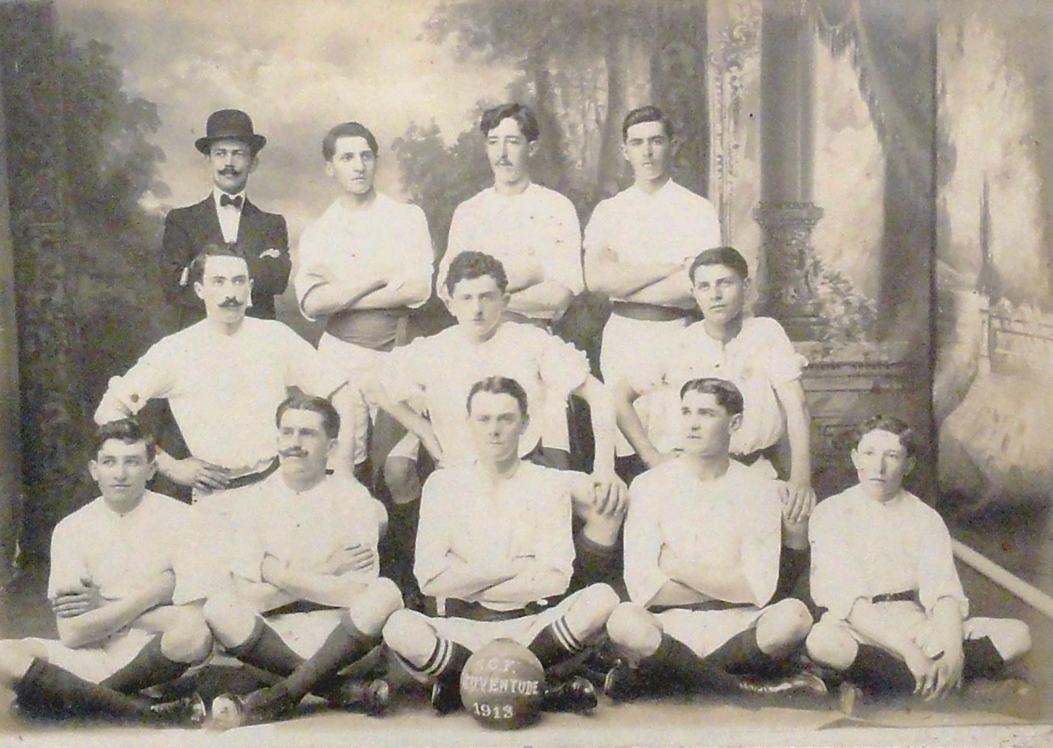
Primeiro time do Esporte Clube Juventude, 1913. De pé, da esquerda para direita: João Sambaquy, José Grossi, Ademar Reis e Otávio Reis. Ajoelhados: Carlos Zachera, Osvaldo Artico e Francisco Grossi. Sentados: João Costamilan, Francisco Chiaradia (Nico), John Tibbitz, Honorino Sartori e Guido Chittolina.

"Domingo, 20 de julho. Uma inquieta e numerosa torcida compareceu ao ground do hoje bairro Pio X. Estava na hora de ver esse Juventude correr atrás de uma bola. Primeiramente, a massa de torcedores concentrou-se no centro da cidade. Os atletas estavam elegantemente vestidos, todos uniformizados com camisas e calças brancas, adornadas de verde. Davam uma excelente impressão. Nada menos do que seis times alviverdes formaram-se para o grande desfile, que iria da praça até o campo. Dois deles considerados ‘titulares’. Dois ‘aspirantes’. E mais dois ‘filhotes’. O cortejo foi acompanhado por bandas de música e a retreta funcionou durante o espetáculo inteiro. Motivos suficientes sobravam. Mas o maior deles foi a goleada imposta pelo Juventude no seu primeiro amistoso: implacáveis quatro a zero. Os decantados astros do Serrano não viram a cor da bola. E olhem que entre eles havia o acrobático goleiro Ehressperger, os médios Arnoldi e Nicola e o impetuoso atacante Guedes. Acabaram vendo o brilho e a classe de José Grossi, Ademar dos Reis e Otávio dos Reis; Carlos Zacchera, Osvaldo Artico e Francisco Grossi; João Costamilan, Nico Chiaradia, ‘Inglês Tibbitz’, Honorino Sartori e Guido Chittolina. O primeiro de todos os times do Juventude! Tibbitz enfiou duas bolas nas redes. Honorino Sartori e o ponta Chittolina, um pequeninote muito esperto, fizeram os outros dois gols".
Em 3 de outubro, por iniciativa de Osvaldo Artico, o Juventude incorporou parte da equipe do Sport Club Ideal, o primeiro time a ser fundado na cidade (1910), composto por adolescentes, que passaram a integrar a divisão dos "filhotes": Dino Cia, Alclínio Chiaradia, Fiovo Serafini, Angelo Rossi, Dario Ungaretti, Ricardo Pieruccini, Iran Piccoli, Salvador Sartori, Rodolfo Rossi, Libório Lima, Domingos Spinelli, João Spadari Adami, Alfredo Adami, Ricardo Bortolin, Clodoveu Zatti, Manuel Talcenda, João Furlan, Auto Bragatti, Divino Quadri, Antônio Segalla e Américo Amoretti. No ano inaugural de 1913 o Juventude ainda enfrentou o Sport Club Guarani, com placar de 0 a 0, um combinado de jogares do Guarani e do Estrela do Horizonte, o Trentino de Flores da Cunha, que teve o primeiro jogo suspenso depois de 25 minutos devido a uma forte chuva, e no segundo venceu por 1 a 0, jogo que só teve o primeiro tempo por decisão do juiz geral. As atas deste ano informam que haviam sido feitos desafios para outros jogos contra o Guarani e o Sport Club Garibaldino, mas é incerto se foram realizados.
Em 5 de junho de 1914 foi feita a primeira assembleia geral com o objetivo de definir os estatutos do clube, sendo eleita uma comissão encarregada de estudar o assunto e elaborar um esboço, composta por Zulmir Fabbris, Antônio Chiaradia, Perry Balbé, Álvaro Melo e José Rodrigues Correa. O esboço foi aprovado e os estatutos entraram em vigor no dia 19 de junho, estabelecendo que seriam considerados sócios-fundadores os signatários da primeira ata. Também foram estabelecidas outras categorias de associados: os beneméritos, que haviam contribuído com uma quantia importante de dinheiro; os honorários, que deram contribuições valiosas de outra natureza, os remidos, que haviam pago pelo menos 50 mil réis de uma vez, e os ativos, que pagavam a joia de 5 mil réis e as mensalidades de mil réis.
No dia 26 o clube foi convidado pela Liga Foot Ball Porto-Alegrense para se integrar como associado, mas a proposta foi recusada alegando-se que o Juventude ainda não estava bem estruturado. Em 16 de março de 1915 a assembleia decidiu pela desvinculação completa do Recreio da Juventude, formando uma entidade autônoma.
Os primeiros jogos haviam sido realizados precariamente em campos improvisados, mas em 1914 já emergira a preocupação de se adquirir um campo próprio de boas condições. Uma proposta feita por João Paternoster oferecendo o campo que tinha em sua propriedade, após muita discussão, acabou não sendo aprovada. Em 30 de junho de 1915 foi aceita a proposta de arrendamento de um campo pertencente a José Berwanger por 10 mil réis mensais, e Berwanger ficaria também responsável pela exploração da copa, mas quando o contrato iria ser formalizado surgiu uma polêmica e as tratativas foram canceladas. Voltou-se então a analisar a proposta de Paternoster, mas as discussões foram inconclusivas. Enquanto isso a Intendência foi solicitada a dar um subsídio para melhoria do campo que estava sendo usado. Por fim a ata do dia 28 de julho de 1915 informa que havia sido arrendado um campo pertencente à família de Alfredo Jaconi, e que os trabalhos de arruamento seriam em breve iniciados. Em 1916 já estava em uso.
O clube ainda não tinham uma bandeira própria, e vinha sendo usada a do Recreio. Em agosto de 1917 uma comissão de senhoritas da sociedade, composta por Julia Lamb, Irene Sperandio, Flora Muratore, Lola Jaconi, Ayre Spada, Graciema Artico, Rosalina Sartori, Rita Grossi, Albertina Sartori e Eleonora Bonalume, se ofereceu para confeccionar uma, o que foi aceito, devendo ser entregue no dia de um jogo marcado com o Novo Hamburgo, em 2 de setembro. Porém, a bandeira foi só benzida em 27 de outubro do ano seguinte. Dante Marcucci deixou um expressivo relato sobre o evento:
"Tendo chegado a esta cidade, no dia 26 de outubro, o reverendíssimo senhor D. João Becker, digníssimo arcebispo metropolitano, foi ele procurado por uma comissão, composta pelos senhores Bruno Sperandio, Vico Thompson e Dante Marcucci, a qual, em nome deste Sport, solicitou de S. Excia. Revma. o batismo de nossa Bandeira. A referida comissão foi recebida por D. João Becker de um modo delicadíssimo, sendo o pedido atendido com verdadeira espontaneidade, ficando resolvido que no dia seguinte, domingo, às 18 horas, realizar-se-ia a solenidade.
"A tarde de domingo não poderia ser melhor, foi uma dessas tardes que anunciam um porvir de glórias. Precisamente às 18 horas, organizou-se, em frente à sede do Recreio da Juventude, extenso préstito, no qual tomaram parte inúmeras torcedoras alviverdes, todos os sócios deste Club, inclusive os filhotes, e outros convidados. Na frente do referido cortejo, via-se bem desfraldada e em tom realçante, a nossa Bandeira, empunhada por gentil senhorita. Em seguida o préstito se pôs em movimento, sempre sob uma atmosfera de entusiasmo indescritível, em direção à Igreja Matriz.
"Ali chegando, a nossa Diretoria, acompanhada pelo sr. Saturnino Ramos e pela srtª Julia Lamb, muito digno paraninfo e paraninfa respectivamente, dirigiram-se para o altar-mor apresentando a D. João Becker a Bandeira que tão festivamente ia receber a bênção. Antes, porém, de efetuar o desejado ato, D. João Becker proferiu belíssima alocução, dizendo que sentia o coração transbordar de satisfação por saber que o Sport Club Juventude era constituído pela flor da mocidade de Caxias, da qual dependia o futuro deste invejável recanto gaúcho. Continuando a oração, D. João Becker fez a apologia das cores da nossa Bandeira, e apontando para a mesma, disse: 'Olhando para essas cores é desnecessário descrevê-las, pois por si já dizem tudo: o verde simboliza as nobres esperanças destes fortes jovens; o branco é o caminho da paz que eles desejam seguir'. As últimas palavras de D. João Becker, dado o sentimentalismo com que foram proferidas, causaram forte emoção a todos os presentes, com exceção de algum alvi-rubro que, movido pela curiosidade, ali se encontrava.
"Após a cerimônia, o préstito, que vinha puxado por uma banda de música, acompanhou D. João Becker à Casa Canônica. De regresso à sede fez uso da palavra nosso estimado consócio Vico Thompson, que foi calorosamente aplaudido. Em seguida a nossa Bandeira foi beijada por todos os presentes, causando este ato belíssima impressão. A convite dos senhores Artico & Cia, de cuja firma faz parte nosso paraninfo, o capitão Saturnino Ramos, os componentes da festa foram gentilmente obsequiados com um finíssimo lanche, onde falou com muita felicidade o nosso prezado instrutor senhor Rufino Henriques, fechando-se assim com chave de ouro a bela data de 27 de outubro de 1918".

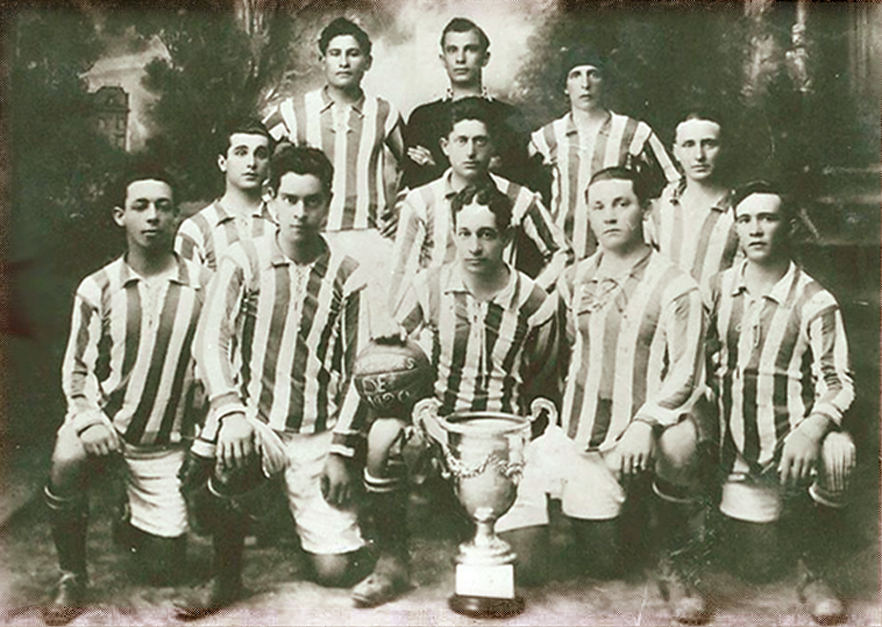
Time de 1921 que venceu o Grêmio por 2 a 0.

Em 1919 o campo dos Jaconi foi substituído por outro, maior, com 11,5 mil m2, arrendado a João Corso. Em 1920 o clube se filiou à Federação Riograndense de Futebol (hoje Gaúcha), que criou um campeonato oficial somente para os times de Caxias do Sul — já havia vários em atividade. O primeiro jogo da decisão, na melhor de duas partidas, foi ganho pelo Juventude, abatendo o time do Clube Juvenil por 3 x 0, no dia 29 de agosto de 1920.
Na segunda partida, 4 de setembro de 1920, o Juvenil conseguiu a desforra e, com um polêmico gol de pênalti, venceu por 1 a 0. Tornou-se, então, necessária a realização de uma terceira partida para decidir quem seria o primeiro campeão de Caxias do Sul. Guanico, atacante do Juvenil, totalmente impedido, marcou um tento sob protestos do Juventude. Dirigentes invadiram o campo, torcedores imitaram o gesto, instalou-se uma confusão no campo. Na súmula, o juiz validara a conquista juvenilista, considerando o jogo interrompido e, portanto, inacabado, aos 30 minutos do segundo tempo. Pioram as rivalidades entre as duas torcidas, iniciadas após a primeira partida.
A Federação Gaúcha determinou que os 15 minutos restantes para o encerramento deveriam ser jogados em Porto Alegre em 28 de outubro, quinta-feira, dia normal de trabalho, numa atitude clara de inibir as torcidas, mas de nada adiantou: o Estádio da Baixada, do Grêmio, estava totalmente lotado. Somente aos 42 minutos do segundo tempo (ou seja, após 12 minutos do recomeço da partida suspensa em Caxias) foi que o Juventude conseguiu estabelecer o empate. E com um a um, terminaram os 15 minutos que faltavam para se completar o jogo. Obrigatoriamente, o jogo foi para a prorrogação. Cinco minutos de descanso e tudo recomeça. Na prorrogação, o Juventude consagrou-se marcando três gols. Placar final: Juventude 4 a 1 Juvenil. Primeiro título da história do Juventude como vencedor do Campeonato Citadino de Caxias do Sul.
Em 1921 obteve em campo o campeonato estadual vencendo o Grêmio por 2 a 0, mas os pontos foram anulados judicialmente alegando-se que na inscrição oficial faltava o nome de um dos jogadores. Segundo matéria do jornal Pioneiro, o jogador Vicente Luizi estava de fato inscrito, mas seu sobrenome havia sido grafado Luiz. Junto com Celestino Bortogaray, Nicolau, Bado, Gabriel Sartori, Henrique Mengatto, Edemor Ferreira, Pepito, Martinez, Herminio Zanella e Rio Grande, essa esquadra foi uma das formações mais lendárias da história do clube, conquistando seis títulos do Citadino entre 1920 e 1926. Em Caxias o anulamento da vitória estadual causara grande indignação, e além da perda do título a Federação havia imposto uma multa financeira ao clube e a suspensão de sua participação em outros jogos. Por isso, a assembleia havia decidido solicitar o desligamento da Federação. Em meados de 1922 o caso ainda gerava polêmica. A Federação não reconhecia seu erro, mas não aceitava o pedido de desligamento, forçando o Juventude a reiterá-lo. Ainda em 1921 representantes do Juventude participaram da fundação da Liga Caxiense de Desportos.

### 1926–1970: reconhecimento estadual
Em 2 de agosto de 1926 o clube finalmente se tornava proprietário de um campo próprio, pertencente a Domingos Corso, com 100 metros de frente e 171 metros de fundo, situado entre as ruas Hércules Gallò e Borges de Medeiros. A aquisição custou a importante soma de 17 contos de réis, obtidos por empréstimo, tendo como fiadores Augusto Piccoli, Luiz Pierucini, Dante Marcucci, Hermínio Zanella, Salvador Salatino, Francisco dal Prá, José Antônio Campos e o próprio Domingos Corso, com juros de 10% ao ano e seis anos para quitação completa. O clube tinha as finanças em estado sempre precário; as mensalidades não cobriam a despesa apesar do rápido aumento no número de associados, e eram recorrentes campanhas para arrecadação de verbas extras, organizando-se quermesses, sessões de cinema, festas e outras atividades. Para auxiliar o pagamento do campo, as mensalidades foram elevadas e o Conselho Municipal concedeu a isenção de impostos sobre o terreno. O campo inicialmente havia sido batizado como Campo Príncipe, em homenagem a São Pedro, príncipe dos Apóstolos, santo padroeiro do dia da fundação do clube, mas o nome não se fixou, apesar de ser usado em algumas atas da Assembleia, e no fim de 1926 já era chamado pelo nome que permaneceria até 1954: Quinta dos Pinheiros. Os trabalhos de arruamento e instalação de esgoto, bem como arborização do entorno com eucaliptos, foram contratados com Leopoldo Tavares.

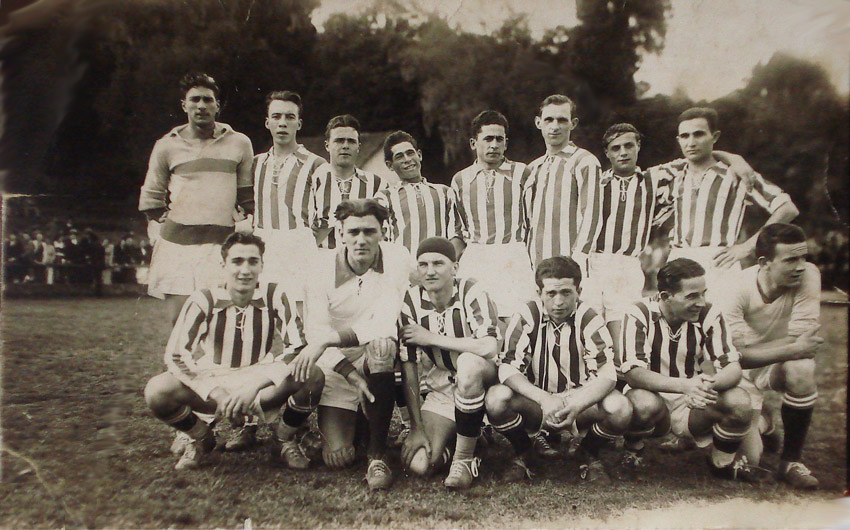
Equipe do Juventude campeã do Citadino de 1935.

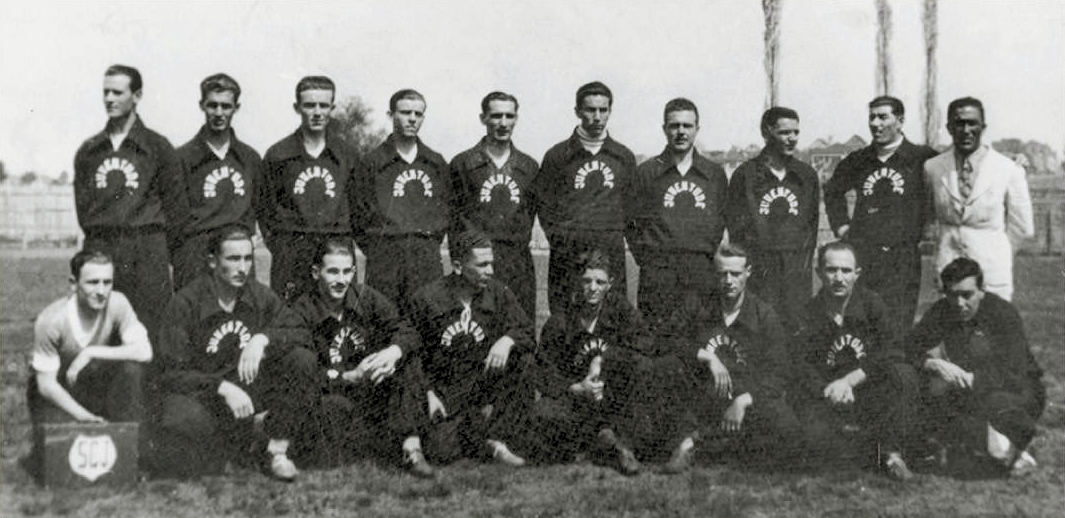
Equipe do Juventude campeã do Citadino de 1938-39-40-41.

O título de heptacampeão do citadino junto com o título de campeão regional em 1926 ratificou a superioridade local do Juventude e aumentou o seu prestígio em todos os cantos do estado, mas a situação do Juventude junto à Federação só seria finalmente regularizada em 1932. Por outro lado, a crônica carência de verbas fazia com que as taxas mensais relativas à inscrição tivessem pagamentos atrasados.
O primeiro clássico FLA-JU ocorreu em 1935, Flamengo 3 a 1 Juventude. Filhinho e Antenor (duas vezes) fizeram os gols do Flamengo. Bortinha descontou para o Juventude. Neste período, em que eram disputados os torneios citadinos, o Juventude foi o seu maior vencedor, conquistando este título em vinte e quatro ocasiões.
Em 1936 o clube participou da fundação da Liga Caxiense de Futebol, e em função disso no mesmo ano os estatutos foram reformados. Os primeiros representantes do Juventude junto à Liga foram Arlindo Pauletti (2º secretário), Artur de Lavra Pinto e Osvaldo Artico (delegados), Percy de Abreu e Lima e Dinarte Neves (Conselho Deliberativo), Abrelino Guedes Ribeiro (Comissão Técnica). A primeira partida organizada pela Liga envolveu o Juventude e o Flamengo, resultando no empate de 3 x 3, e a primeira Rainha da Liga foi a candidata do Juventude, Suely Bergmann.
Na década de 1930 os jogadores ainda eram todos amadores, atuando sem remuneração, mas alguns nomes de especial interesse para o clube passaram a receber um auxílio financeiro, como foi o caso de Germano Grazziotin de Antônio Prado e José Hamburgo de Novo Hamburgo. O contrato de José foi descrito em ata: o jogador ficava obrigado a procurar trabalho em Caxias para seu sustento, mas se seu salário fosse inferior a 300 mil réis o clube lhe daria uma subvenção necessária para completar a quantia, a ser recolhida entre os sócios.
Em 1937 foi criado o Conselho Deliberativo, tendo como seu primeiro presidente José Aloyse. Uma das suas primeira tarefas foi elaborar o Código de Penalidades. Em 1938 foi composto o Hino do Juventude, com letra de Ernani Falcão e música de Rodolfo Storchi:
Nossas almas em festa saúdam
Esse clube de real tradição.
Na mais sã alegria se escudam
Entoando esta marcha canção.
Juventude, um passado de glórias
O teu nome querido tornou.
És um clube de muitas vitórias
Que a cidade em orgulho deixou.

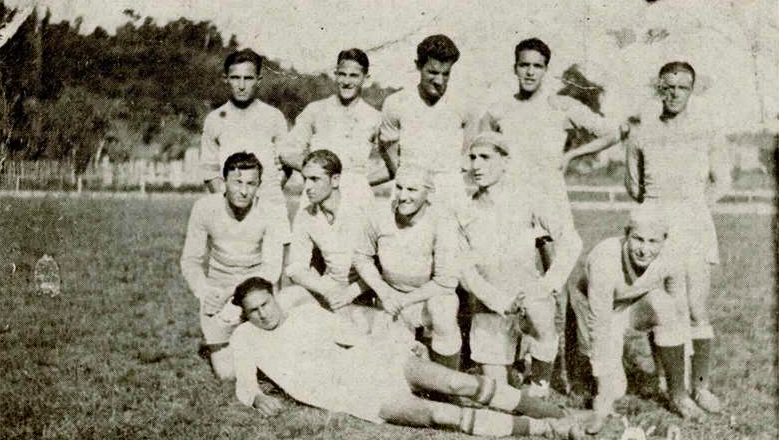
O Juventude em 1949.

Em 1941 os estatutos foram reformados e foi criado o Departamento Técnico, estruturado com um regimento separado, tendo como primeiro diretor Percy de Abreu e Lima, Dante Westphalen como médico, o sargento Higínio Salami como preparador físico e Alfredo Jaconi como diretor de campo. Em 16 de abril de 1944 uma ata do Conselho Deliberativo fazia uma importante declaração: notava que os tempos dourados do amadorismo iam ficando para trás, os contratos remunerados se tornavam mais comuns, e advertia que o clube devia se preparar para a emergência do "profissionalismo aberto e declarado". Pouco depois abria-se a discussão sobre uma profunda mudança na estrutura administrativa do clube. Desejava-se que as decisões da Diretoria fossem mais democráticas e transparentes, permitindo aos sócios presença e voz em suas reuniões, e o clube deveria se revelar mais para a comunidade na forma de publicidade e conferências públicas sobre variados assuntos, principalmente sobre as finalidades da educação física em geral e do futebol em particular, a fim de que a comunidade pudesse contribuir com críticas construtivas. Ao mesmo tempo se verificava a necessidade de dar uma melhor estrutura de apoio aos atletas, prevendo-se a criação de um Departamento Médico com atendimento de saúde física e psicológica.
Em 1946 foi criado o Departamento de Bocha, tendo como primeiro diretor Abrelino Guedes Ribeiro, e no mesmo ano foram criadas as categorias de sócio-atleta e sócio-infantil. No ano seguinte era criado o Serviço de Imprensa e Propaganda, o Departamento Médico era oficializado com a incorporação dos doutores Virvi Ramos e Félix Spinatto, e iniciava a organização do Departamento Feminino sob a coordenação de Aldair Seibert, tendo Vilma Butignol como primeira presidente, empossada em 21 de abril de 1948, junto com Claire Pieruccini e Angelina Diligenti vices, Laura Nicoletti e Leila Lucchesi secretárias, Walda Tomasi e Inês Gastaldello tesoureiras. Ainda em 1948 o Conselho Deliberativo foi reduzido para 15 membros. Em 1949 era criado o Departamento do Interior, a fim de atrair sócios da zona rural e de outras cidades, e o cargo remunerado de Secretário-Geral.

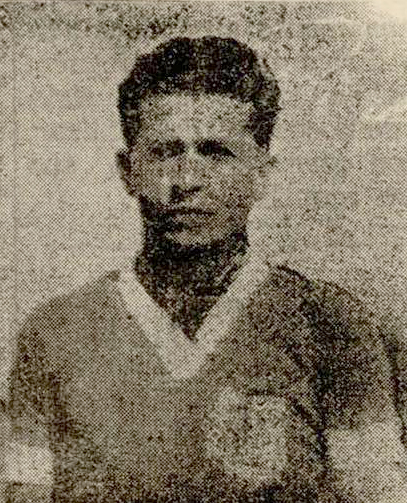
Alfredo Jaconi em seu tempo como jogador.

Nesta mesma década iniciou a campanha para a construção da primeira estrutura de estádio na Quinta dos Pinheiros, substituindo a pequena tribuna que só era usada por autoridades. A campanha foi liderada por Alfredo Jaconi, que lançou a pedra fundamental em 10 de março de 1946, quando assumiu a presidência. Falecido em 1952, e tendo dado contribuições extraordinárias, Jaconi foi homenageado em 1954 rebatizando-se a Quinta como Estádio Alfredo Jaconi.
Na década de 1950 seriam criados os departamentos Social, Infantil, Ciclismo, Basquete, Bolão e Voleibol, e a incorporação de novos jogadores através de contratos remunerados se tornaria a nova regra, sepultando definitivamente o amadorismo. Em 1954 o clube foi convidado a participar da recém-criada Divisão de Honra do futebol gaúcho, que contava também com os grandes Grêmio e Internacional de Porto Alegre, o que firmou definitivamente sua relevância em nível estadual. As primeiras participações na Divisão de Honra foram discretas, mas em 1964, 1965 e 1966 foi Campeão do Interior, tendo como técnico o popular Pastelão, um dos mais lendários técnicos da história do clube, que já tinha conquistado seis campeonatos citadinos na categoria dos juvenis e atuaria ainda em diversas outras gestões em várias funções. Em 1965 o clube conquistou o título de vice campeão estadual, realizando uma campanha memorável para um time do interior. Foram sendo recrutados jogadores altamente qualificados, e dirigentes carismáticos como Willy Sanvitto e Mário Ramos impulsionaram o clube para um nível de atividade mais consistente. Em 1970 foi novamente Campeão do Interior, outra vez sob a orientação técnica de Pastelão.

### Anos 1970: crise, recuperação e projeção nacional
Contudo, em fins de 1971 declarou-se uma das maiores crises pelas quais o clube passou em sua história. Com o caixa esvaziado, sem poder honrar seus compromissos, foi decidida a fusão com seu maior rival, o Flamengo, formando-se a Associação Caxias do Sul de Futebol. Seu patrimônio foi preservado em separado, mas sua identidade se perdeu. Apesar de ser realizada como uma medida de necessidade extrema e aprovada pela maciça maioria dos dirigentes, com a exceção de Bruno Rossi, Willy Sanvitto e Alcides Longhi, a fusão desencadeou muitos protestos e insatisfação. Divino Fonseca comentou a situação na revista Placar:
"Mas houve a moda das fusões, e em 1972, no auge dessa e de outras manias, fundiram-se Juventude e Flamengo. Acreditaram mais nos apelos de grandiosidade do que na grandeza da própria rivalidade. Uma rivalidade que, de tão forte, não dava espaço para mais ninguém. Aos poucos, tinham desaparecido os outros clubes. O último a desaparecer fora o Fluminense. Morte indolor, por pura insuficiência cardíaca: no coração dos caxienses só cabiam mesmo Juventude e Flamengo. Encurtando o caminho: na fusão, ficaram duas torcidas sem time e um time — o Caxias — sem torcida. Ou com torcida emprestada".

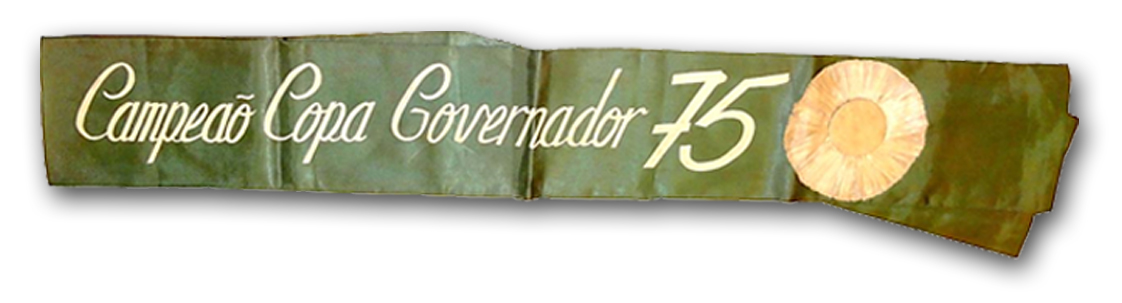
Faixa de Campeão da Copa Governador de 1975 recebida pelos atletas do Esporte Clube Juventude. Esta pertenceu a Vitor Longhi, preparador físico do time de 1975.

A fusão, com efeito, fracassou, e em 1973 já se iniciava o movimento para a separação: o Juventude voltava a ser o que era, e o Flamengo se tornava o SER Caxias. No retorno abria-se, na verdade, uma fase de novas e importantes conquistas: sob o comando de Sanvitto iniciava a campanha para construção de um novo estádio, com as obras supervisionadas por Longhi, em 1974 foi inaugurada uma grande sede campestre, e em 23 de março de 1975 foi inaugurado o novo estádio com um jogo contra o Flamengo do Rio de Janeiro. No mesmo ano, chamado por Michielin de "o ano da graça", o clube venceu a Copa Governador do Estado do Rio Grande do Sul, que nesta edição comemorava os 100 anos da imigração italiana no estado, numa partida suada que só se decidiu nos pênaltis e causou um infarto em Domingos Demore, juventudista fanático. Neste ano Sanvitto era o presidente e Longhi o diretor de futebol, trabalhando ao lado do filho Vitor Longhi, preparador físico, e do técnico Carlos Gainete. No ano seguinte o Ju seria bicampeão desta copa, desta vez de forma invicta, derrotando outro tradicional adversário da Serra Gaúcha, o Esportivo, pelo placar de 2 x 0, no Alfredo Jaconi.
Em 1977, por ter conquistado o título de Campeão do Interior Gaúcho, o Juventude obteve o direito de participar pela primeira vez da Série A do Campeonato Brasileiro, tendo a oportunidade de tornar-se um clube conhecido em todo país. Em 1978 e 1979 o Ju também jogou o Brasileirão série A. Portanto, 1977, 1978 e 1979 constituiu-se no primeiro triênio consecutivo de participação na elite do futebol nacional.

### 1982: viagem pela Ásia

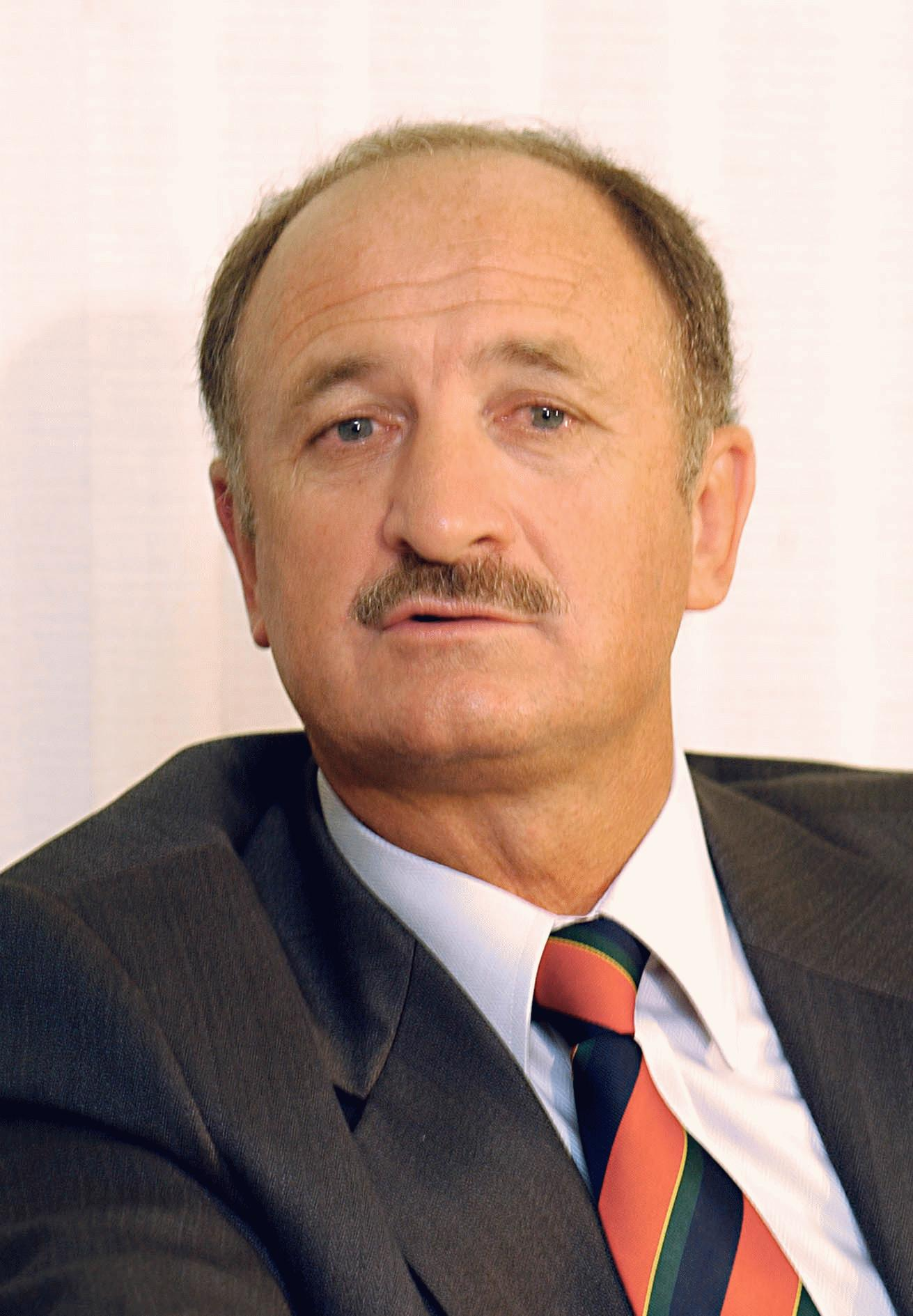
Luiz Felipe Scolari um dos maiores Ídolos do Juventude, como jogador na década de 80, e como técnico do clube.

No dia 18 de outubro de 1982, o alviverde embarcou em uma excursão com destino a Ásia, viabilizada pelo então vice-presidente Paulo Zugno com os dirigentes da CBD (antecessora da CBF) Ildo Nejar e Mozart Di Giorgio e o empresário Elias Zacour.
No Oriente, foram seis jogos e seis vitórias, com 11 gols feitos e apenas dois sofridos, totalizando 36 dias fora do Brasil. Naquela época, o feito tornar-se-ia o mais grandioso da trajetória depois da inauguração do Estádio Alfredo Jaconi, em março de 1975. Algo até então impensado para um time gaúcho. Aquele grande plantel, foi comandado, nada mais nada menos, que pelo futuro técnico pentacampeão do mundo, Luis Felipe Scolari, mostrando desde cedo, a sua capacidade como treinador de futebol. Os jogos: Juventude 2 x 1 Seleção Sul-Coreana, Juventude 1 a 0 Seleção Sul-Coreana, Juventude 3 a 1 Al-Nasr, Juventude 1 x 0 Al-Ettifaq, Juventude 3 a 0 Al-Nasr e Juventude 1 a 0 Al-Ahli.

### 1993–2004: anos dourados
Em 1993 o Juventude assinou contrato com a empresa Parmalat. Escolhido pela multinacional italiana por ter uma grande torcida e a melhor infraestrutura do interior gaúcho, a parceria rendeu frutos para ambas partes.
Ainda em 1993, num torneio equivalente a série C, eliminou adversários tradicionais como Brasil de Farroupilha, Londrina e Figueirense e conquistou o acesso, como campeão do grupo Sul, para disputar a série B em 1994.
Em 1994, dia 4 de dezembro, conquistou o título de Campeão Brasileiro - Série B, ao vencer o Goiás, no Estádio Alfredo Jaconi (2 a 1), com gols de Paulo Sérgio e Galeano. O título deu ao time uma vaga na elite do Brasileirão de 1995.

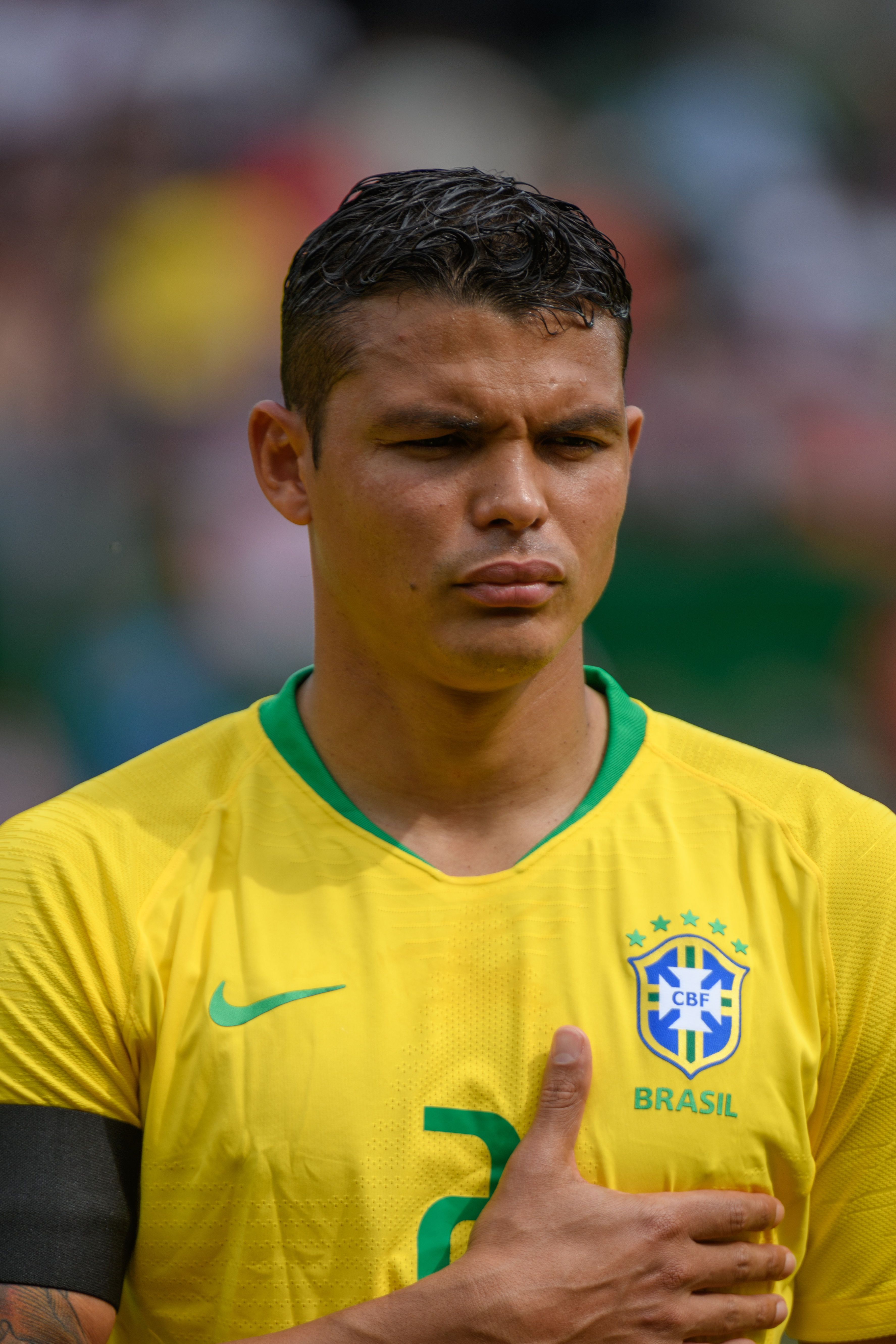
Thiago Silva jogou a temporada 2004 pelo Juventude.

Ainda em 1994, o Juventude jogou em São Paulo a Copa Parmalat, competição disputada de 1993 até 1998, contra grandes equipes como Boca Juniors, Peñarol, Parma FC, Benfica-POR e Palmeiras, sagrando-se vice-campeão em final contra o Peñarol do Uruguai, perdendo de 1 a 0.
O capitão do pentacampeonato do Brasil em 2002, o eterno Cafu, teve uma rápida passagem pelo Juventude em 1995. Disputou somente 2 jogos, mas deixou sua marca de grande jogador e guerreiro em uma vitória de virada sobre o Ypiranga de Erechim, por 3 a 2, no estádio Alfredo Jaconi, partida válida pela fase final do gauchão daquele ano. Cafu, foi escolhido por todas as emissoras como o melhor jogador em campo neste jogo, que ficou na memória dos juventudistas. Também é considerado como ídolo, tendo sido uma grande honra para o Juventude a passagem de Cafu com a mítica camisa número 2 do alviverde da Serra Gaúcha.
No ano de 1997, o Ju conquistou o quinto lugar no Brasileirão série A, ao empatar com o Vasco da Gama, no Estádio Maracanã (1 a 1), sendo esta sua melhor colocação no Campeonato Brasileiro desde que o disputou pela primeira vez, no ano de 1977.
Em 1998, no dia 7 de junho, conquistou o título de Campeão Gaúcho Invicto, ao empatar com o Internacional, no Estádio Beira Rio (0 a 0). O Juventude já havia vencido o Internacional, na primeira partida das finais, no Estádio Alfredo Jaconi (3 a 1), com dois gols de Flávio e um de Lauro. Esta magnífica conquista quebrou o jejum de 59 anos do interior gaúcho sem títulos. O comando técnico deste vitorioso grupo de jogadores esteve a cargo do técnico Lori Sandri.
No dia 27 de junho de 1999, o Esporte Clube Juventude conquistou a Copa do Brasil, ao empatar com o Botafogo em zero a zero num Maracanã lotado, o maior público registrado até hoje na Copa do Brasil. Uma vez que havia vencido o clube carioca no Jaconi por 2 a 1, com gols de Fernando e Márcio "Mixirica", ambos no primeiro tempo.
Nas fases anteriores, eliminou grandes clubes do futebol brasileiro, como Fluminense, goleando por 6 a 0 no Alfredo Jaconi, Corinthians, vencendo por 2 a 0 no Jaconi e repetindo o feito, vencendo por 1 a 0, desta vez diante de mais de 40 mil corintianos no Pacaembu, Bahia e numa inesquecível vitória, goleou o Internacional por 4 a 0, em pleno Estádio Beira-Rio, na semifinal do torneio. O então técnico Valmir Louruz, ex-jogador do clube na década de 1970 e grande comandante da conquista do Brasil, é até os dias de hoje, juntamente com o treinador Andrade em 2009 pelo Flamengo, o único treinador afrodescendente a ser campeão nacional por um clube de futebol.
Em 2000, o Juventude disputou a Taça Libertadores da América como o único gaúcho na competição e é até os dias atuais o único clube do interior gaúcho a disputar a competição mais importante da América Latina. O Juventude caiu no grupo do Palmeiras, do El Nacional do Equador e do The Strongest da Bolívia. O Ju fez sua estreia na competição vencendo o El Nacional com gol de Mabilia aos 73 minutos.
Após sofrer três derrotas consecutivas, o Ju goleou o The Strongest em casa por 4 a 0 com dois gols de Wallace, um de Luis Oscar e um de Kiko. Na última rodada da fase de grupos o Ju precisava vencer o Palmeiras em casa para obter a classificação a etapa seguinte. O Juventude saiu perdendo, após César Sampaio marcar e Rogério aumentar a vantagem para os paulistas. Quando estava quase tudo perdido, o Ju, numa reação de pura raça descontou com Maurilio e empatou com Luiz Oscar. Bastava então mais um gol e a classificação estaria garantida, mas não foi o que aconteceu e quem levou a classificação foi o Palmeiras. O Juventude findou a participação na Libertadores mais uma vez invicto dentro do Alfredo Jaconi, diante de sua fanática torcida, com 2 vitórias e 1 empate.
Em 2002, o Juventude fez grande campanha no Campeonato Brasileiro da série A, sob o comando de Ricardo Gomes, terminando a primeira fase na quarta colocação e em sétimo na classificação final.
No ano de 2004, Sob o comando do técnico Ivo Wortmann, o Juventude mais uma vez brilhou no cenário brasileiro terminando a série A na sétima colocação, garantindo vaga para mais uma competição internacional, a Copa Sul-Americana. Para muitos, o ano de 2004 ficou marcado pela melhor zaga de todos os tempos do Juventude, com Índio, Naldo e Thiago Silva.
Na Copa Sul-Americana 2005, o Juventude venceu brilhantemente o Cruzeiro por 1 a 0, no Mineirão no dia 1º de setembro, porém foi eliminado pois perdeu em casa por 3x1.

### 2007–2010
Entrando em sua 13ª temporada seguida na série A, o time de Caxias do Sul recebe uma proposta da multinacional austríaca Red Bull, prevendo uma união por 10 anos, transformando-se em Red Bull Juventude. O acordo de cessão do clube esteve muito próximo de acontecer, mas foi abortado após divergências de executivos da empresa austríaca.
Em 2007, com uma campanha que deixou a desejar - mesmo assim, faltaram apenas 3 pontos para se livrar do Z4 - terminando em 18º lugar no campeonato nacional, o Juventude caiu para Série B após 13 anos consecutivos disputando junto a elite do futebol brasileiro. Já no ano seguinte, 2008, o time ficou próximo de conseguir seu segundo título estadual. Apesar de ter vencido o Internacional em casa por 1 a 0, na primeira partida das finais, acabou perdendo o título no Beira-Rio por 8 a 1 e ficando com o vice-campeonato gaúcho.
Na Série B de 2008, o Juventude esteve por muitas rodadas presente no "G4", só que a equipe relaxou demais no 2º turno e viu a classificação à Série A muito distante após uma série de maus resultados. Quando a maioria já não acreditava mais na classificação (O Ju precisava vencer 7 dos 10 jogos que faltavam), a equipe começou uma incrível reação no campeonato e graças a tropeços dos clubes que estavam acima na tabela, ficou muito perto de uma volta a elite, vencendo 6 dos 7 jogos que necessitava para ascender a série A.
Em contrapartida, no ano de 2009, fez uma campanha muito ruim na Série B e foi rebaixado para a Série C do Campeonato Brasileiro. O Juventude iniciou o ano de 2010 muito mal, obtendo apenas o 13º lugar no Campeonato Gaúcho, uma de suas piores campanhas na história do estadual. É importante salientar que na história do Gauchão somente um clube excetuando a dupla Gre-Nal jamais caiu de divisão: o Esporte Clube Juventude.
O foco do alviverde, contudo, era a disputa da série C para tentar o retorno à série B. Quando todos esperavam uma reabilitação do Juventude, aconteceu o contrário: o clube desceu à Série D, a última divisão nacional. O Ju fez só 8 pontos em 8 jogos, ficando na última colocação do Grupo D da terceira divisão. Um torneio "tiro curto", uma verdadeira loteria, onde qualquer integrante do grupo sul poderia ter sido rebaixado e este infelizmente foi o Ju e por apenas 1 ponto de diferença em relação ao quarto colocado.
O ano de 2010 foi, sem dúvida, o pior da história do Juventude. No ano, o Juventude disputou 23 partidas, ganhando apenas 3, um desempenho medíocre para um clube de renome no futebol nacional.

### 2011–2012: desestabilidade

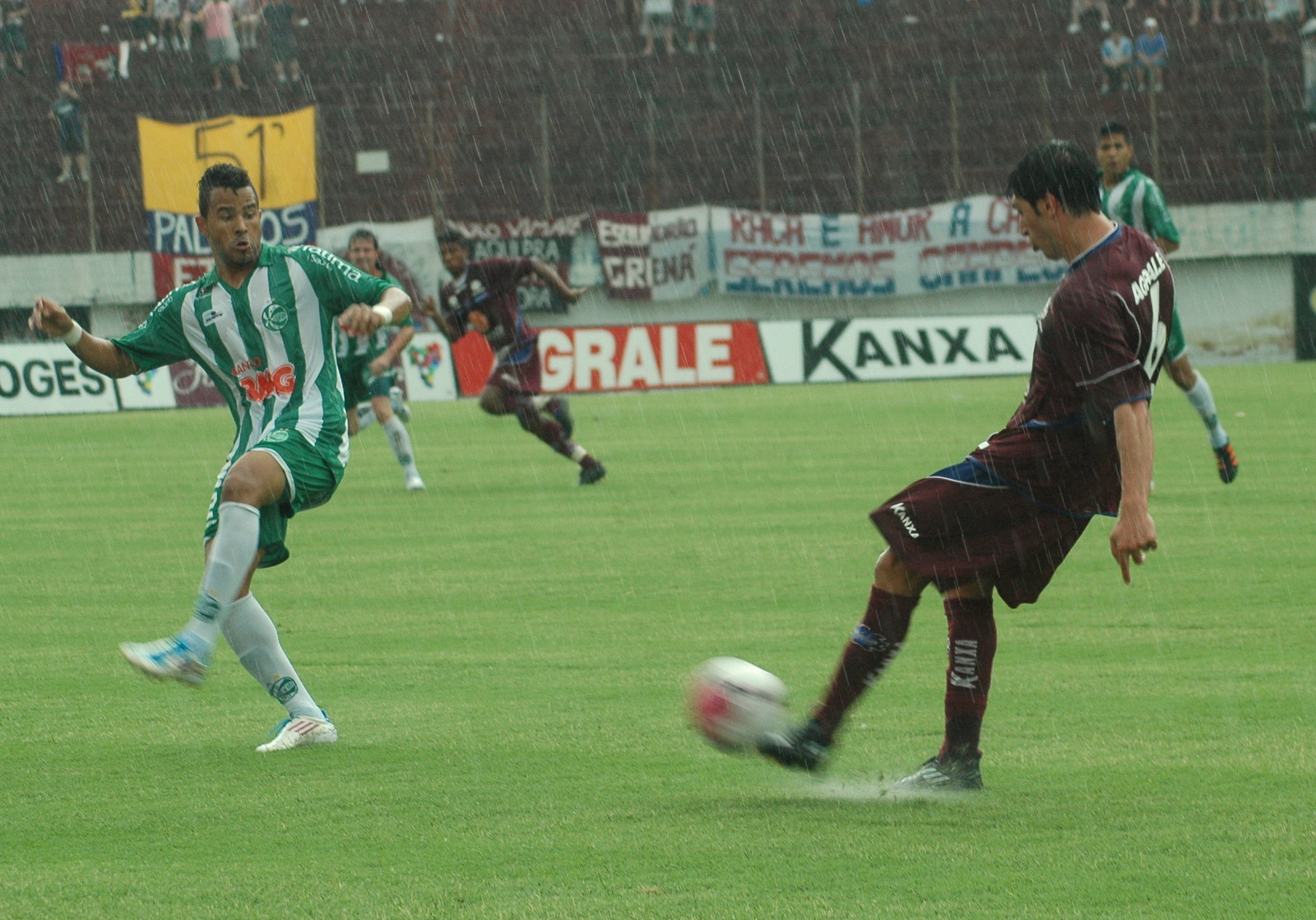
Clássico Ca-Ju no estádio Estádio Centenário pelo Campeonato Gaúcho de 2012.

O Juventude começou 2011 pensando no possível renascimento. Demonstrando vontade e raça, o time alcançou seu 15º título de Campeão do Interior - clube que mais vezes venceu este troféu - obtendo o 3º lugar no Campeonato Gaúcho.
Na Série D 2011, o Juventude alcançou a melhor campanha da primeira fase, entre 80 clubes, alcançando 79% de aproveitamento.
Nas oitavas de final caiu no mata-mata. Como havia perdido o primeiro jogo, a vitória no Alfredo Jaconi por 3 a 2 sobre o Mirassol não serviu de nada e o Juventude, após mais de 20 anos, ficava temporariamente e injustamente "sem divisão" a nível nacional.
Restava somente a Copa FGF de 2011. Sob o comando do técnico Picolli e com o apoio maciço dos Jaconeros - não importa a divisão - o Juventude fez valer seu título do interior e foi Campeão da FGF 2011, alcançando novamente o objetivo de jogar a Série D, em 2012. Além disto, acabou com o jejum de 12 anos sem títulos no futebol profissional.
Com o desempenho de 2011, o Juventude participou da Copa do Brasil 2012. No segundo semestre, pelo Campeonato Brasileiro Série D 2012 não teve um bom desempenho, sendo eliminado nas oitavas-de-final, frustrando mais uma vez o seu torcedor que esperava que este ano seria o início da volta. Mas novamente, como no ano anterior, o sucesso veio na Copa FGF de 2012. A conquista do bicampeonato - com vitória sobre o tradicional adversário Brasil de Pelotas - garantiu a participação na Série D em 2013. O vibrante treinador Lisca comandou o time neste campeonato.
Com o bicampeonato da Copa FGF, na verdade tetracampeonato - somando-se ao bicampeonato 1975-1976 - o Juventude tornou-se o maior vencedor desta competição, mostrando ser o clube do interior do RS com a maior galeria de troféus e conquistas.

### 2013: Centenário e a volta do orgulho
Em 2013, o Juventude completaria 100 anos, uma marca que poucos clubes no país conseguem alcançar. Um novo ano, cercado de expectativas entre os torcedores e imprensa. No campeonato gaúcho, o clube caiu na fase de grupos no primeiro turno, porém no segundo avançou até a final, eliminando o Grêmio nos pênaltis, onde enfrentaria o Internacional. Após um tempo normal polêmico, com um gol de Rafael Pereira sendo mal anulado, o papo perdeu nos pênaltis.
A Série D começou tensa, e todos sabiam que para atingir o objetivo, direção, time, treinador e torcida teriam que estar em total sintonia. E foi o que aconteceu. Terminou a primeira fase como campeão do grupo sul.
No jogo que definiu o acesso à Série C, empurrado por uma multidão de apaixonados e fiéis torcedores, e incendiado pelo vibrante e motivador técnico Lisca, o Juventude conquistou o acesso no dia 22 de setembro de 2013, após empate em 0 a 0 com o Metropolitano, no lotado Alfredo Jaconi. Após o término da partida, a torcida invadiu o campo para fazer uma festa jamais vista nos últimos anos. Um sentimento que estava engasgado após sucessivas quedas de divisão, que foi coroado com a tão esperada volta por cima, o primeiro acesso.
Ao fim do campeonato, o Juventude saiu como vice-campeão, mas com o sentimento do dever cumprido, e de ter conseguido resgatar a vibração e o orgulho de ser juventudista.

### 2014–2019: a reestabilização
No Gauchão de 2014 fez uma campanha razoável, terminando na quarta colocação. Em sua participação na série C nacional, fez uma campanha mediana, se colocando em quinto lugar do grupo D, ficando apenas a 1 ponto da classificação para a fase de mata-mata.
No Gauchão de 2015, fez uma boa campanha, terminando novamente na quarta colocação. No Campeonato Brasileiro de Futebol de 2015 - Série C foi eliminado pelo saldo de gols na 1ª fase, ficando em quinto colocado no grupo B.
No Gauchão de 2016, o clube fez uma bela campanha, foi vice-campeão perante o Internacional. Na Copa do Brasil, fez outra grande campanha, eliminando o São Paulo Futebol Clube nas oitavas de final (conquistando uma vitória por 2 a 1 em pleno Estádio do Morumbi) e sendo eliminado nos pênaltis pelo Clube Atlético Mineiro nas quartas de final, alcançando as quartas-de-final, feito só alcançado antes em 1999. Na Série C, fez uma campanha mediana nas fases de grupo, se classificando em 4º lugar, assim conseguindo o acesso à Série B empatando em 1 a 1 com Fortaleza Esporte Clube no mata-mata, conquistando o acesso pela regra de gols marcados fora de casa.
No Brasileirão de 2017 Série B, o Juventude quase conseguiu o tão sonhado o acesso a Série A do Brasileirão de 2018 que não disputava desde 2007, liderando o campeonato por 7 rodadas, porém terminou ficando na nona posição. Já em 2018, acabou sendo rebaixado para Série C de 2019.
No ano de 2019, novamente o Juventude fez grande campanha na Copa do Brasil, chamando a atenção para a "reedição" de Juventude versus Botafogo, como na final da Copa do Brasil de 1999,  em ambos os confrontos o verdão saiu vencedor, caindo somente nas oitavas de final para o Grêmio. Disputando a Série C, o Juventude, que tinha como objetivo principal o acesso à Série B de 2020, honrou a sua história e o conquistou após vencer a Sociedade Imperatriz de Desportos nas quartas de final, aplicando uma goleada de 4 a 0, diante de 18.413 pagantes no Estádio Alfredo Jaconi, com direito a um hat-trick de Renato Cajá.

### 2020–22: Retorno a Série A após 13 anos e Escândalo das Apostas
O ano de 2020 começou cheio de expectativas após a boa campanha na Série C do Brasileirão de 2019 e o retorno para Série B do Brasileirão de 2020. Após um começo irregular no Gauchão de 2020, tanto o clube quando o campeonato sentiram os efeitos da primeira onda da Pandemia de Covid-19 no Brasil, com jogadores infectados pela doença e a paralisação da competição. Por conta das adversidades, o Juventude teve uma campanha muito abaixo do esperado, ficando na 8º colocação geral.
Na copa do Brasil, o time fez novamente uma grande campanha providencial para os objetivos do clube. Com 3 empates e 1 vitória nas quatro primeiras fases, o Juventude alcançou as oitavas de final, caindo novamente para o Grêmio. Devido ao avanço na competição, o clube arrecadou cerca de 7 milhões de reais em premiações, valor fundamental para a contratação de jogadores e pagamento de dívidas.
Na Série B do Brasileirão de 2020 o Juventude fez sua melhor campanha em um campeonato nacional na era dos pontos corridos, alcançando a 3º colocação e o tão sonhado retorno a elite do futebol Brasileiro. Sob o comando do técnico Pintado, o elenco do Ju encantou os adversários com um jogo de muita intensidade. Terminou o campeonato com o segundo melhor ataque da competição, marcando 52 gols, e teve como grande destaque o atacante Breno Lopes, artilheiro do Ju na temporada. Além do atacante, outros jogadores tiveram destaque ao longo do campeonato, como o goleiro Marcelo Carné, o volante Gustavo Bochecha e o meia Renato Cajá que repetiu sua jornada histórica de 2019 marcando novamente o gol da classificação do Ju.
De volta a Série A em 2021, o clube começou a temporada com uma grande reformulação de elenco e comissão técnica. Após a saída inesperada de Pintado, o juventude anunciou o retorno do Técnico Marquinhos Santos, muito contestado pelos torcedores. Com um novo estilo de jogo e muitas peças novas a temporada começou conturbada com 3 derrotas nas primeiras 4 rodadas do Gauchão de 2021, mas conforme o time foi entrosando os resultados começaram a aparecer com 4 vitórias e uma derrota, além de um empate marcado por muitos erros de arbitragem contra o Esportivo de Bento Gonçalves pela 10º rodada, jogo que levaria o classificaria o time para a segunda fase de forma antecipada, e um empate com o rival Caxias na clássico Ca-Ju 285. Na semifinal, contra o Internacional, o Ju saiu na frente com uma vitória convincente no Estádio Montanha dos Vinhedos, na volta, em Porto Alegre, sofreu uma derrota que eliminou o time da competição.
Durante o Gauchão, o Juventude não pode contar com Jaconi, interditado para realização de reformas estruturais e troca de gramado. Sem contar com a sua casa, o papo mandou jogos no Estádio Homero Soldatelli de Flores da Cunha, em Novo Hamburgo e na Montanha dos Vinhedos em Bento Gonçalves.
Na Copa do Brasil de 2021 o time amargou uma eliminação precoce ao perder nos pênaltis para o Vila Nova na segunda fase. A eliminação trouxe uma instabilidade momentânea com a forte pressão da torcida e a rescisão do jogador Júnior Todinho.
No Brasileirão, a equipe esmeraldina fez a estreia com um empate fora de casa contra o Cuiabá por 2x2, com a estreia do Alfredo Jaconi sendo em uma derrota amarga por 3x0 contra o Athletico Paranaense. Com dificuldades e superações, o papo conseguiu se manter na primeira divisão para 2022, vencendo o Corinthians por 1x0, com gol de Chico Kim de pênalti no final da partida, que também decretou o rebaixamento rival Grêmio para a segunda divisão. Ao todo foram 38 jogos, 11 vitórias, 13 empates e 14 derrotas.,
Em 2022, o Juventude fez um péssimo ano, tendo 4 treinadores, Jair Ventura, Eduardo Baptista, Umberto Louzer e Celso Roth, e fez péssimas campanhas, no Gauchão, escapou do seu 1º rebaixamento na historia para o Gauchão - Serie A2 na ultima rodada, mesmo perdendo para o Brasil de Pelotas na ultima rodada, foi salvo pelo seu maior rival, se manteve em 10º lugar. No Brasileirão, fez sua pior campanha na história, sendo rebaixado em 20º Lugar, isso por conta dos escândalos das apostas, onde em 2023 em uma investigação da policia federal, na Operação Penalidade Máxima, foi descoberto que o trio de jogadores: Moraes, Paulo Miranda e Gabriel Tota receberam entre R$5.000 a R$50.000 em lances específicos para favorecer apostadores.

### 2023: Remontada na Serie B e a contratação de Nenê
O ano de 2023 começou com baixas expectativas, só pensado em recuperação, primeiro no Gauchão, onde o clube foi mal no ultimo ano e o clube disputando após 2 anos, novamente a Serie B.
No gauchão, o juventude quase foi semifinalista, mas foi 5º colocado na fase inicial, ficando a 1 ponto da classificação. Na Copa do Brasil, o clube foi eliminado pelo São Luiz, na fase inicial. 
Então, a Serie B começou, e para a competição o clube contratou um velho conhecido da torcida, o técnico Pintado, e entre varias contratações (varias delas, de indicação de Pintado), o Juventude trouxe, o experiente e conhecidíssimo Nenê, ex Vasco, onde no fim de 2023 iria se aposentar do Futebol. A dupla tinha a missão de devolver o clube a Serie A de 2024. Na estreia, em Caxias, o clube perdeu de 2x1 para o Botafogo-SP. A primeira vitória do clube somente veio contra o Guarani, na 4ª rodada, onde com gol de Nenê, o clube venceu por 1x0, sendo a primeira e única vitória de Pintado, em sua segunda passagem. No dia 8 de Maio, no primeiro dia útil seguinte a derrota do Ju para o Sampaio Correia, o treinador teve seu contrato rescindido.
Para a sequencia do campeonato, em acordo com o Água Santa, o clube contratou o melhor técnico do Paulistão 2023, para a sequência da Serie B, Thiago Carpini. Em uma campanha inicialmente de recuperação, em seus primeiros 5 jogos, foram 5 vitorias consecutivas, levando o clube da 19ª posição, para a 8ª posição, e desde então nunca mais voltou a segunda parte da tabela. Ao fim do campeonato, missão cumprida, Thiago Carpini e seus comandados devolvem o clube de forma dramática, vencendo o Ceará, em Fortaleza por 3x1 de volta a Serie A, e de quebra como vice-campeão e com a melhor campanha como visitante.

### 2024: Sina de ser grande e decepção na área técnica
No começo de 2024, o treinador Thiago Carpini assinou um acordo com o São Paulo e deixou a equipe alviverde faltando uma semana para o início do Campeonato Gaúcho. Para assumir o cargo foi acordado o retorno de Roger Machado, que treinou o clube em 2014, na oportunidade foi sua primeiro experiência como treinador profissional.
Com a chegada do novo comandante, ocorreu a chegada de um grande nome para o ataque, Gilberto foi anunciado como novo camisa 9 da equipe esmeraldina.
Com um início muito bom no estadual, a equipe elevou as expectativas com diversas vitórias e a classificação diante do Paysandu na segunda fase da Copa do Brasil, porém com uma sequência de 5 jogos sem vencer, incluindo um empate no clássico Ca-Ju em casa e derrotas para Brasil de Pelotas fora e Internacional em casa, as críticas ao elenco e principalmente ao técnico aumentaram, chegando a balançar o cargo do comandante. Porém com o avanço diante do Guarany nas quartas-de-final e a inesperada classificação sobre os colorados em pleno Beira-Rio nas semis, a equipe foi vice-campeã diante do Grêmio, o que frustrou o sonho do bicampeonato, mas encheu de esperanças novamente para a sequência da temporada.
Com um bom início de Campeonato Brasileiro, os jogos das equipes gaúchas foram interrompidos por conta do desastre climático das enchentes que afetaram todo o Rio Grande do Sul, o time serrano voltou a jogar somente em junho, na partida contra o Fluminense fora de casa.
Após uma sequencia promissora no Brasileirão, com vitórias contra Vasco, Flamengo e uma goleada sobre o Grêmio, o time alviverde iria para a terceira fase da Copa do Brasil, onde enfrentaria um adversário já conhecido, o Internacional, com o primeiro jogo acontecendo em Porto Alegre, onde foi quebrado um jejum de 16 anos sem vitória, com gol de Luís Oyama no final, o papo venceu por 2x1 e abriu vantagem para eliminar mais uma vez a equipe da capital, com um empate em casa em 1x1, com 2 pênaltis perdidos pelos visitantes, defendidos pelo goleiro Gabriel. Com as 2 classificações ajudaram a reacender a chama da rivalidade entre os 2 times, que estava sendo apaga com os anos sem vitória alviverde.
Depois de toda a euforia pela classificação na Copa, foi revivida a polêmica da venda do mando de campo para 2 jogos em casa, contra o Atlético MG e o São Paulo, que foram disputados em Brasília. Porém a grande decepção veio pela área técnica, já que após o confronto contra os mineiro, Roger Machado anunciou que assumiria o Internacional, o que gerou uma revolta completa e muita decepção na torcida, que se sentiu traída pelo alto investimento colorado. Para assumir o lugar, foi fechado o retorno de Jair Ventura, que já havia treinado a equipe no final de 2021, quando ajudou a permanecer o clube na primeira divisão.
Com uma nova classificação diante do Fluminense na Copa do Brasil, o papo chegada novamente as quartas-de-final da competição, feito que só havia sido alcançado 2 vezes, em 1999 quando se sagrou campeão e em 2016, quando disputava a Série C e foi eliminado nos pênaltis contra o Atlético MG em casa. Contra o Corinthians o Juventude venceu o primeiro jogo em solo gaúcho, com direito a apagão dos refletores, porém na volta, o time alviverde foi eliminado, perdendo com gol no último lance em Itaquera. Com mais um sonho frustrado, a equipe seguiu para a Série A, com o objetivo de permanecer e alçar voos maiores, porém após uma sequência boa de resultados, o desempenho caiu, levando a uma sequência de 5 jogos sem vitória, o que resultou na demissão do técnico. Foi contratado Fábio Matias para dar sequência ao trabalho e na luta pela permanência na elite do futebol brasileiro.
Na estreia do novo comandante, o papo foi derrotado por 3x0 diante do Fortaleza em casa, o que levantou muita desconfiança sobre Fábio, porém depois o time ficou 5 jogos sem perder, com 3 vitórias e 2 empates, conquistando a permanência na penúltima rodada vencendo o São Paulo por 2x1 no Morumbis. Na última rodada precisando apenas de 1 empate para garantir a classificação para a Copa Sul-americana de 2025, o clube foi derrotado em casa pelo Cruzeiro, com uma atuação desastrosa da árbitra Edina Alves, com direito a errar o número de acréscimos e terminando o jogo antes do tempo determinado pela mesma. Mesmo sem se classificar para a competição continental, a temporada teve um saldo muito positivo, com um vice-campeonato no estadual, fez sua 3ª melhor campanha na Copa do Brasil e permaneceu na elite do futebol brasileiro sem ser na última partida, além de ter tido 4 treinadores diferentes e manteve a estrutura e a maneira de jogar do time, o que foi muito enaltecido pela diretoria.

## Torcida
O termo Papada surgiu na década de 1920, primeiro como uma gozação por parte da torcida adversária, que alegava que os torcedores do Juventude só tinham "papo" e muito pouco futebol. Assim, não demorou muito para que os torcedores virassem a história a seu favor e adotassem orgulhosamente a denominação, que perdura até hoje.
Nos dias atuais pode-se comprovar através das redes sociais e página oficial do Facebook do clube a grande variedade e adesão dos fãs do Juventude pelo estado e pelo Brasil.

### Papada
A torcida do Juventude sempre foi fanática pelas cores do clube. É sem dúvida a maior torcida do interior gaúcho - vide parágrafo de introdução - fato respaldado pela presença de público no Alfredo Jaconi e pesquisas idôneas de opinião pública como as do instituto de pesquisas IBOPE e rádio Gaúcha. Desde os anos 70 o Juventude se caracterizou por formar torcidas organizadas, como a torcida Independente e a Força Jovem, tendo esta última persistido até meados dos anos 80. Desde então outras torcidas de menor expressão se formaram até o surgimento da Mancha Verde.

### Mancha Verde
A Torcida Mancha Verde do Juventude foi fundada em 30 de abril de 1990. É também a maior torcida organizada do Rio Grande do Sul e a principal fonte de apoio ao Juventude. Surgiu da fusão de duas antigas organizadas do Juventude: a Força Jovem e a Verdão Bafo na Nuca.
Depois de quatro anos proibida pelo Ministério Público de frequentar o Estádio Alfredo Jaconi, por se envolver em diversas brigas, a torcida passou por um processo de reestruturação, sendo que todos os seus integrantes foram identificados através de um cadastro com foto, documentos, endereço, além de ficar visível na camiseta o número de cadastro. Atualmente é a maior torcida organizada do estado, realiza muitas ações beneficentes e participa do carnaval caxiense, sendo campeã em 2014 e 2016, quebrando muitos recordes de outras escolas de samba. A bateria da escola de samba da torcida realiza eventos na comunidade, participou do encerramento do show da banda Chima Ruts nos Pavilhões da Festa da Uva em 2014.

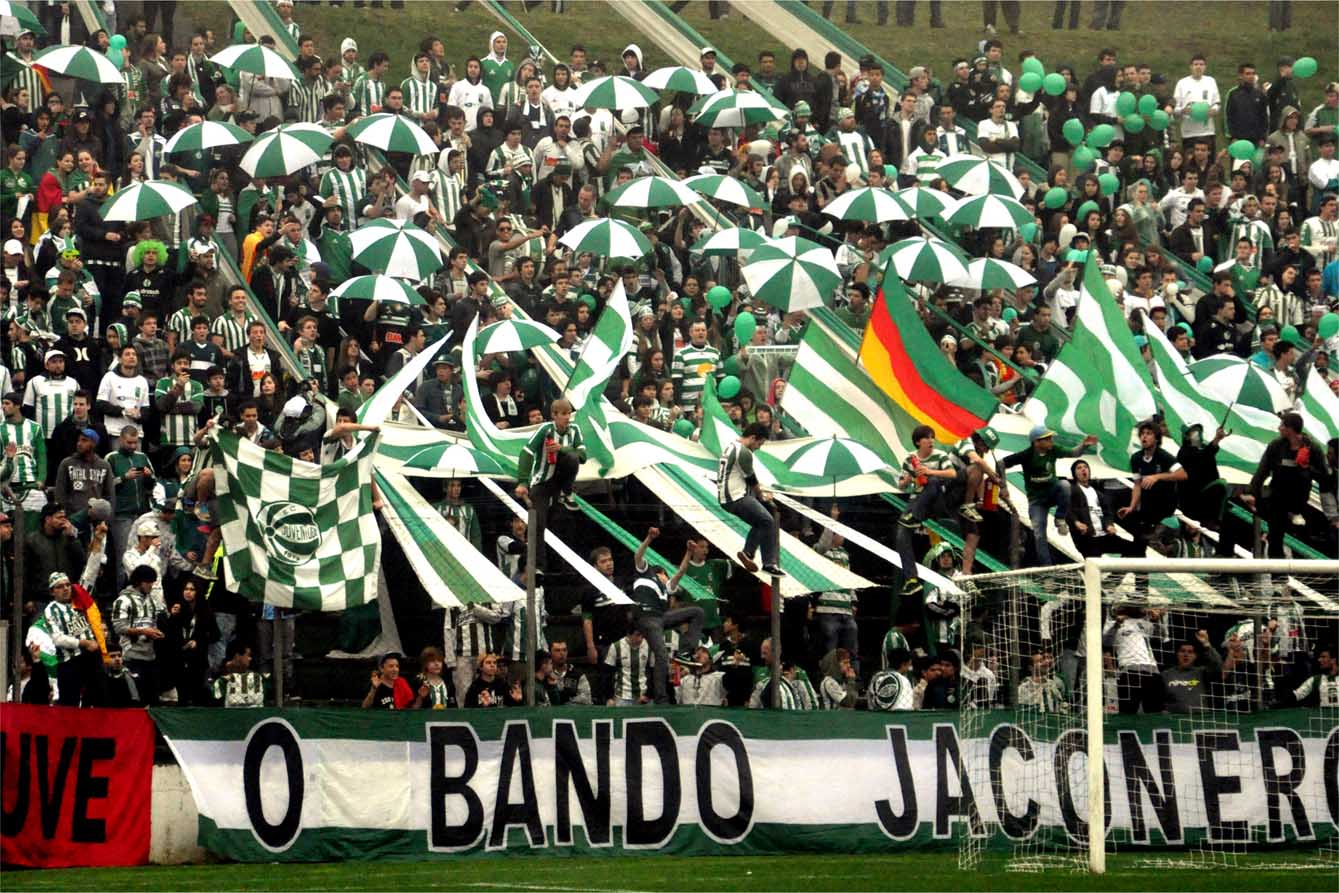
Os Loucos da Papada contra o Metropolitano em 2013.

### Os Loucos da Papada
Os Loucos da Papada foram planejados em 2007, tiveram suas primeiras reuniões a partir de Janeiro de 2008 e foram fundados oficialmente em 8 de Março do mesmo ano por ex-integrantes da Torcida Organizada Mancha Verde e demais torcedores do Juventude. Seu estilo de torcer se intitula Barra Brava, que é um formato de torcida muito popular na América Latina, conhecida por incentivar suas equipes com cantos constantes, ao longo dos 90 minutos de jogo. Hoje é uma das maiores fontes de apoio nas arquibancadas do Alfredo Jaconi, se situando na ferradura norte, em oposto a organizada do clube e ficando na divisa com a torcida visitante, gerando alento dos 2 lados do estádio.
Seu visual é caracterizado pelos tirantes, bandeiras e diversos "trapos" com frases de apoio ao time ou para intimidação ao rival. Muitas vezes são vistos guarda-chuvas que complementam ainda mais a festa, porém por problemas com a Brigada Militar, são na maioria das vezes proibidos de entrar, sendo usados mais comumente em clássicos ou jogos de maior importância.
Outro ponto que se destaque é a bandeira do Rio Grande do Sul que sempre é presente nos jogos, mostrando o amor pelas raízes de sua terra.

## Estrutura

### Estádio
O Estádio Alfredo Jaconi é a casa do Esporte Clube Juventude. O nome homenageia Alfredo Jaconi, jogador laureado, conquistando com o Juventude nove títulos do Citadino, depois treinador, massagista, conselheiro, secretário, tesoureiro, por muitos anos técnico e diretor de campo e duas vezes presidente, atuando no clube de 1929 a 1952. O primeiro estádio foi construído em madeira na década de 1940 e chamava-se Quinta dos Pinheiros, e em 1954 foi adotado o nome atual. Este primeiro estádio foi demolido no início da década de 1970.
O novo estádio foi construído em concreto na presidência de Willy Sanvitto, com as obras dirigidas pelo ex-ídolo e ex-presidente Alcides Longhi. Foi inaugurado em 23 de março de 1975, diante de 25 000 espectadores, numa partida em que o Juventude empatou com o Flamengo por zero a zero. Na inauguração tinha capacidade para 30 519 pessoas, mas depois passou por reformas para aumentar o conforto e a segurança dos torcedores, reduzindo a capacidade para 23 726 espectadores, segundo o website do clube, mas de acordo com o Cadastro Nacional de Estádios de Futebol da CBF, na revisão de 2016, sua capacidade é de 19 924. O recorde de público de 27 740 pagantes foi em um jogo contra o Grêmio em 26 de novembro de 2002, pelas quartas de final do Campeonato Brasileiro da Série A. A estimativa é que mais de 40 mil torcedores tenham acompanhado este jogo, considerando-se os não pagantes.
Em 2021 o estádio passou por reformas após o acesso para a primeira divisão. Foram modernizados os vestiários, acesso ao campo, área administrativa, arquibancadas (troca de cadeiras) e camarotes. Também foi realizada a troca de todo gramado e sistema de irrigação, que permaneciam os mesmos desde 2008, além da iluminação parcialmente substituída por modernos painéis de LED. Para realizar todas as reformas, o clube lançou campanhas como a "Iluminando o Jaconi", onde os torcedores poderiam enviar dinheiro através do PIX e "Uma parte da história do Ju na sua casa", onde foram vendidas as cadeiras antigas do estádio.

### CFAC
Além do que proporciona o estádio Alfredo Jaconi, o Juventude conta com um centro de treinamentos, denominado “Centro de Formação de Atletas e Cidadãos, o CFAC”, construído em 2008. O CFAC possui uma área de 29 hectares e em um primeiro momento, foi apresentado um projeto de alto nível. No papel eram seis campos de futebol, ginásio, campo de areia, quadra de tênis, academia, piscina coberta e uma área que abrigaria toda a parte administrativa do departamento de futebol alviverde. Algo que superaria muitos dos clubes das Série A e B. Porém, com os rebaixamentos em série entre 2008 e 2014, o projeto foi reduzido para um miniestádio com arquibancada, quatro campos de futebol, um pavilhão coberto com duas quadras de futebol society e vestiários. Atualmente são utilizados apenas 6 dos 29 hectares pertencentes ao Juventude.

## Títulos
Excluindo as conquistas do Campeonato Gaúcho do Interior, o Esporte Clube Juventude tem no total 5 títulos oficiais, o mais importante deles o da Copa do Brasil de 1999, ostentando ainda o título do Campeonato Brasileiro Série B de 1994, outra conquista nacional, além de três títulos estaduais (não contado a Copa Governador).
| NACIONAIS | NACIONAIS                       | NACIONAIS | NACIONAIS                                                                                             |
|           | Competição                      | Títulos   | Temporadas                                                                                            |
| --------- | ------------------------------- | --------- | --- |
|           | Copa do Brasil                  | 1         | 1999                                                                                                  |
|           | Campeonato Brasileiro - Série B | 1         | 1994                                                                                                  |
| ESTADUAIS |                                 |           | |
|           | Competição                      | Títulos   | Temporadas                                                                                            |
|           | Campeonato Gaúcho               | 1         | 1998                                                                                                  |
|           | Copa FGF                        | 2         | 2011 e 2012                                                                                           |
|           | Copa Governador do Estado       | 2         | 1975 e 1976                                                                                           |
|           | Campeonato do Interior Gaúcho   | 17        | 1964, 1965, 1966, 1986, 1991, 1993, 1994, 1995, 1996, 1998, 2001, 2006, 2007, 2008, 2011, 2021 e 2025 |

 Campeão Invicto

## Estatísticas

### Participações
|  | Participações em 2025 |

| Competição         | Competição        | Temporadas     | Melhor campanha           | Estreia | Última | P | R |
| Rio Grande do Sul  | Campeonato Gaúcho | 63             | Campeão (1998)            | 1925    | 2025   |   | – |
| Brasil             | Série A           | 20             | 7º colocado (2002 e 2004) | 1977    | 2025   |   | 2 |
| Brasil             | Série B           | 14             | Campeão (1994)            | 1980    | 2023   | 3 | 2 |
| Brasil             | Série C           | 5              | 3º colocado (2019)        | 2010    | 2019   | 2 | 1 |
| Brasil             | Série D           | 3              | Vice-campeão (2013)       | 2011    | 2013   | 1 |   |
| Brasil             | Copa do Brasil    | 24             | Campeão (1999)            | 1995    | 2025   |   |   |
|                    | Copa Libertadores | 1              | Grupos (2000)             | 2000    | 2000   |   |   |
| Copa Sul-Americana | 1                 | 1ª fase (2005) | 2005                      | 2005    |        |   |   |

### Confrontos contra estrangeiros
Atualizado em 15 de janeiro de 2025
| Adversário                  | J  | V  | E | D | GP | GC | GC | Competição        |
| Al-Ahli                     | 1  | 1  | 0 | 0 | 1  | 0  | 1  | Amistoso          |
| Al-Ettifaq                  | 1  | 1  | 0 | 0 | 1  | 0  | 1  | Amistoso          |
| Al-Nassr                    | 2  | 2  | 0 | 0 | 6  | 1  | 5  | Amistoso          |
| Boca Juniors                | 1  | 0  | 0 | 1 | 0  | 2  | -2 | Amistoso          |
| Gimnasia y Esgrima La Plata | 1  | 1  | 0 | 0 | 3  | 1  | 2  | Amistoso          |
| The Strongest               | 2  | 1  | 0 | 1 | 5  | 5  | 0  | Copa Libertadores |
| Coreia do Sul               | 2  | 2  | 0 | 0 | 3  | 1  | 2  | Amistoso          |
| El Nacional                 | 2  | 1  | 0 | 1 | 1  | 2  | -1 | Copa Libertadores |
| Parma                       | 1  | 1  | 0 | 0 | 3  | 1  | 2  | Copa Parmalat     |
| Benfica                     | 2  | 1  | 1 | 0 | 5  | 1  | 4  | Copa Parmalat     |
| Peñarol                     | 2  | 0  | 0 | 2 | 0  | 2  | -2 | Copa Parmalat     |
| Nacional                    | 1  | 1  | 0 | 0 | 2  | 1  | 1  | Amistoso          |
| TOTAL                       | 18 | 12 | 1 | 5 | 30 | 16 | 14 |                   |

|  | Mais Vitórias do Juventude |
|  | Mais Vitórias do rival     |

## Elenco atual
Última atualização: 7 de agosto de 2025.

## Símbolos

### Uniformes
Os uniformes do Juventude são tradicionais e mantém uma identidade para o clube, com o fardamento titular sendo composto por uma camisa com listras verticais em verde e branco, os calções e meiões possuem sempre a opção de verde e branco, com em algumas temporadas as meias possuindo listras horizontais nas mesmas cores.
Os uniformes reservas da equipe são mais comumente brancos com detalhes em verde, com a mesma variação de calções e meiões do principal, em algumas ocasiões as camisas foram de outras cores como totalmente verdes, variando seu tom e desenhos.
Os terceiros uniformes são em grande maioria na cor verde, com mudanças de tons, como um mais escuros e outros como verde limão. Durante uma parte dos anos 2000, a cor preta quase que se tornou uma "terceira cor" para o papo, já que estavam sendo usadas camisas alternativas nessa cor.
Os quartos uniformes da equipe são mais raros e não são comuns de serem lançadas tantas peças por temporada, muitas vezes sendo lançados como uma camisa especial em comemoração ou alusão a algo do clube, como aniversários e campanhas, etc.
- 1º – Camisa com listras verticais em verde e branco, com detalhes em verde mais escuro nos punhos e gola, calções e meias brancas;
- 2º – Camisa branca com detalhes em verde, grafismo em alusão a camisa reserva de 1994, calções verde escuro e meias verdes.
- 3º – Camisa verde com detalhes em branco na gola e punhos, junto com calções e meias verdes. Mesma da 2024.

| 1º Uniforme | 2º Uniforme | 3º Uniforme |

### Escudos
| Escudos do Esporte Clube Juventude | Escudos do Esporte Clube Juventude | Escudos do Esporte Clube Juventude | Escudos do Esporte Clube Juventude | Escudos do Esporte Clube Juventude | Escudos do Esporte Clube Juventude |
|                                    |                                    |                                    |                                    |                                    |                                    |
|                                    |                                    |                                    |                                    |                                    |                                    |
| ---------------------------------- | ---------------------------------- | ---------------------------------- | ---------------------------------- | ---------------------------------- | ---------------------------------- |

## Rankings

### Ranking CBF
Ranking atualizado em 18 de dezembro de 2024
- Posição: 18º
- Pontuação: 8 864 pontos[81]

Ranking criado pela Confederação Brasileira de Futebol para pontuar todos os clubes do Brasil

### Ranking CONMEBOL
- Posição: 215
- Pontuação: 20[82]

### Ranking IFFHS
- O Juventude é o 96º melhor clube da América do Sul na década.[83]
- O Juventude é o 468º melhor clube do Mundo na década.[83]